# Jensen-egyenlőtlenség
A Jensen-egyenlőtlenség elegáns közös kiterjesztését adja számos matematikai egyenlőtlenségnek.
Ha egy véges vagy végtelen {\displaystyle I} intervallumon az {\displaystyle f} függvény konvex, {\displaystyle a_{1},\dots ,a_{n}\in I}, valamint {\displaystyle p_{1},\dots ,p_{n}} nem negatív számok, amelyekre teljesül a {\displaystyle p_{1}+\cdots +p_{n}=1} összefüggés, akkor
Ha f szigorúan konvex, akkor egyenlőség csakis az {\displaystyle a_{1}=a_{2}=\dots =a_{n}} esetben teljesül.

Ha f konkáv, akkor az állítás fordított irányú egyenlőtlenséggel teljesül, azaz:{\displaystyle f(p_{1}a_{1}+\cdots +p_{n}a_{n})\geq p_{1}f(a_{1})+\cdots +p_{n}f(a_{n}).}Például az {\displaystyle f(x)=x^{2}} függvény szigorúan konvex a valós számok halmazán, így ha {\displaystyle a_{1},\dots ,a_{n}} tetszőleges, {\displaystyle p_{1}=\cdots =p_{n}={\frac {1}{n}}}, akkor
ami éppen a számtani és négyzetes közép közötti egyenlőtlenség. Egyenlőség akkor és csak akkor áll fenn, ha {\displaystyle a_{1}=\cdots =a_{n}.}
Hasonlóképpen a konkáv x {\displaystyle \mapsto } log x függvényt használva azt kapjuk, hogy bármely pozitív {\displaystyle a_{1},\dots ,a_{n}} számokra
Mivel a jobb oldal {\displaystyle {\sqrt[{n}]{a_{1}\cdots a_{n}}}} logaritmusa, a számtani és mértani közép közötti egyenlőtlenséget kapjuk.

## Jensen egyenlőtlensége
A matematikában Jensen egyenlőtlensége – amit a dán matematikusról, Johan Jensenről neveztek el – összefüggésbe hozza egy konvex függvény értékét a konvex függvény integráljával. Ezt 1906-ban bizonyította Jensen. Az általánosságára tekintettel az egyenlőtlenség megjelenik sok alakban, ami a kontextustól függ (és amiknek egy része az alábbiakban kerül bemutatásra).
Az egyenlet véges képlete volt a logója a Matematikai Tudományok Intézetének a Koppenhágai Egyetemen 2006-ig.

## Állítások
Jensen egyenlőtlenségének klasszikus képlete magába foglal különféle számokat és súlyokat. Az egyenlőtlenséget ki lehet fejezni eléggé általánosságban használva a mértékelméletet vagy egyenértékű valószínűségszerű jelölést. Ebben a valószínűség szerinti felállításban az egyenlőtlenséget tovább lehet általánosítani a teljes érvényességéig.

### A véges képlet
Ha egy φ függvény konvex egy {\displaystyle I\subseteq \mathbb {R} } valós intervallumon, ahol {\displaystyle x_{i}}-k ezen intervallum elemei és {\displaystyle a_{i}}-k a súlyok, Jensen egyenlőtlenségét ki lehet fejezni a következő formában:
{\displaystyle \varphi \left({\frac {\sum a_{i}x_{i}}{\sum a_{i}}}\right)\leq {\frac {\sum a_{i}\varphi (x_{i})}{\sum a_{i}}}}.
Az egyenlőtlenség iránya nyilvánvalóan fordított, ha φ konkáv.
Konkrét eset, ha a súlyok mind egyenlőek 1-gyel, akkor:
{\displaystyle \varphi \left({\frac {\sum x_{i}}{n}}\right)\leq {\frac {\sum \varphi (x_{i})}{n}}}.
Konkáv log(x) függvény (megjegyzés: használhatjuk Jensen egyenlőtlenséget a függvény konvexitásának vagy konkávitásának bizonyítására, valós intervallumon.) Behelyettesítve {\displaystyle \scriptstyle \varphi (x)=-\log(x)}-et az előző képletbe, a számtani és mértani közép közötti egyenlőtlenséget kapjuk:
{\displaystyle {\frac {x_{1}+x_{2}+\cdots +x_{n}}{n}}\geq {\sqrt[{n}]{x_{1}x_{2}\cdots x_{n}}}}.
Ha a változó x egy másik t változó függvénye xi = g(ti). Általánosan a következőt kapjuk: ai–ket felváltja egy nem negatív integrálható f(x)függvény, mint például egy valószínűségi eloszlás, a szummákat pedig integrálok.

### Az elméleti mértéktér és a valószínűség szerinti képlet
Legyen (Ω,A,μ) egy mértéktér μ(Ω) = 1. Ha g egy valós értékű függvény, ami μ szerint integrált φ pedig egy mérhető konvex függvény, akkor:
{\displaystyle \varphi \left(\int _{\Omega }g\,d\mu \right)\leq \int _{\Omega }\varphi \circ g\,d\mu .}
Valószínűségelméletben legyen {\displaystyle \scriptstyle (\Omega ,{\mathfrak {F}},\mathbb {P} )} egy valószínűségtér , X egy integrált valós értékű változó és φ egy mérhető konvex függvény. Akkor:
{\displaystyle \varphi \left(\mathbb {E} \{X\}\right)\leq \mathbb {E} \{\varphi (X)\}.}
Ekkor a valószínűségelméletben, a mértéknek (μ) megfeleltethető egy valószínűség {\displaystyle \scriptstyle \mathbb {P} } , μ-nek egy várható érték {\displaystyle \scriptstyle \mathbb {E} } , és g a függvénynek egy véletlen változó X.

### Általánosan az egyenlőtlenség egy valószínűség szerint
Általánosan legyen T egy valós vektortér, X egy T értékű integrálható véletlen változó. Az integrálhatóság azt jelenti, hogy bármely T elem számára T: {\displaystyle \scriptstyle \mathbb {E} |\langle z,X\rangle |\,<\,\infty } , z eleme T létezik egy {\displaystyle \scriptstyle \mathbb {E} \{X\}} T elem, úgy hogy {\displaystyle \scriptstyle \langle z,\mathbb {E} \{X\}\rangle \,=\,\mathbb {E} \{\langle z,X\rangle \}} . Ekkor minden mérhető konvex φ függvényre és minden σ-algebra-rára {\displaystyle \scriptstyle {\mathfrak {G}}}{\displaystyle \scriptstyle {\mathfrak {F}}}:
{\displaystyle \varphi \left(\mathbb {E} \{X|{\mathfrak {G}}\}\right)\leq \mathbb {E} \{\varphi (X)|{\mathfrak {G}}\}.}
Ez a kijelentés általánosítja az előzőt, amikor a T vektortér a tengely és {\displaystyle \scriptstyle {\mathfrak {G}}} a triviális σ-algebra {\displaystyle \scriptstyle \{\varnothing ,\Omega \}}.

## Bizonyítások
A Jensen-egyenlőtlenség grafikus bizonyítása egy lehetséges esetben. A szaggatott görbe az X tengely mentén X feltételezett eloszlása, míg a szaggatott görbe az Y tengely mentén a megfelelő eloszlású Y értékek. Vegyük észre, hogy X egyre növekedő értékei mellett Y(X) egyre jobban növeli az eloszlást.
Jensen egyenlőtlenségének bizonyítása különféle módon történhet, és három különböző fent említett, különböző állításoknak megfelelő bizonyítás ajánlott. Ám mielőtt megkezdenénk ezeket a matematikai bizonyításokat, érdemes elemezni a grafikus bizonyítást a valószínűség szerinti eset alapján, ahol X egy valós szám, (lásd az ábrát). Elfogadva az X értékeknek egy feltételezett eloszlását, azonnal azonosíthatjuk az {\displaystyle \scriptstyle \mathbb {E} \{X\}} és a képe {\displaystyle \scriptstyle \varphi (\mathbb {E} \{X\})} értéket a grafikonon. Észrevehetjük {\displaystyle \scriptstyle Y\,=\,\varphi (X)} a megfelelő értékek eloszlása egyre inkább nő az X növekedő értékeik mellett, és az Y eloszlása szélesebb, az X > X0 intervallumban, és keskenyebb X <X0 intervallumban bármilyen X0 számára; különösen igaz ez {\displaystyle \scriptstyle X_{0}\,=\,\mathbb {E} \{X\}} esetére. Következésképpen beláttuk, hogy Y mindig el fog mozdulni felfelé, tekintettel {\displaystyle \scriptstyle \varphi (\mathbb {E} \{X\})} pozíciójára. Ezzel bebizonyítottuk az egyenlőtlenséget, azaz:
{\displaystyle \mathbb {E} \{Y(X)\}\geq Y(\mathbb {E} \{X\}),}
Egyenlőség akkor áll fenn, amikor {\displaystyle \scriptstyle \varphi (X)} nem szigorúan konvex, például amikor ez egy egyenes.
A bizonyításokat ez az intuitív elképzelés a következőkben fogalmazza meg:

### 1. bizonyítás (véges képlet)
Ha λ1 és λ2 két tetszőleges pozitív valós számok, melyekre λ1 + λ2 = 1, akkor {\displaystyle \scriptstyle \varphi } konvexitása miatt:
{\displaystyle \varphi (\lambda _{1}x_{1}+\lambda _{2}x_{2})\leq \lambda _{1}\,\varphi (x_{1})+\lambda _{2}\,\varphi (x_{2}){\text{ minden }}x_{1},\,x_{2}.} -re.
Általánosan: ha λ1 , λ2 , …, λn pozitív valós számok, melyekre λ1 + … + λn = 1, akkor
{\displaystyle \varphi (\lambda _{1}x_{1}+\lambda _{2}x_{2}+\cdots +\lambda _{n}x_{n})\leq \lambda _{1}\,\varphi (x_{1})+\lambda _{2}\,\varphi (x_{2})+\cdots +\lambda _{n}\,\varphi (x_{n}),}
bármennyi x1 , …, xn számára. A Jensen-egyenlőtlenségnek ezt a véges képletét teljes indukcióval bizonyíthatjuk be. Ha n = 2 az állítás igaz. Tegyük fel, hogy n-re igaz az állítás, és bizonyítsuk n + 1-re. Ha legalább egy λi λ>0 például λ> 1 ; akkor konvexitás miatt:
{\displaystyle \varphi \left(\sum _{i=1}^{n+1}\lambda _{i}x_{i}\right)=\varphi \left(\lambda _{1}x_{1}+(1-\lambda _{1})\sum _{i=2}^{n+1}{\frac {\lambda _{i}}{1-\lambda _{1}}}x_{i}\right)\leq \lambda _{1}\,\varphi (x_{1})+(1-\lambda _{1})\varphi \left(\sum _{i=2}^{n+1}\left({\frac {\lambda _{i}}{1-\lambda _{1}}}x_{i}\right)\right).}
Mivel {\displaystyle \scriptstyle \sum _{i=2}^{n+1}\lambda _{i}/(1-\lambda _{1})\,=\,1} , felhasználva feltevésünket a képlet utolsó kifejezésében megkapjuk az eredményt, név szerint a Jensen-féle véges képletű egyenlőtlenséget.
Azért, hogy megkapjuk az általános egyenlőtlenséget ebből a véges képletből, használjunk egy sűrűségérvet. A véges képletet újra fel lehet írni úgy, mint:
{\displaystyle \varphi \left(\int x\,d\mu _{n}(x)\right)\leq \int \varphi (x)\,d\mu _{n}(x),}
ahol μn egy mérték, amit a Dirac-delták egy tetszőleges kombinációja ad:
{\displaystyle \mu _{n}=\sum _{i=1}^{n}\lambda _{i}\delta _{x_{i}}.}
Mivel a konvex függvények folytonosak, és mivel a Dirac-delták kombinációi gyengén sűrűek az általános állítást egyszerűen megkapjuk.

### 2. bizonyítás (elméleti-határ képlet)
Legyen g egy valós értékű μ-integrálható függvény egy Ω mértéktérben, és legyen φ, egy konvex függvény a valós számok halmazán. Határozzuk meg φ jobb oldali deriváltját:
{\displaystyle \varphi ^{\prime }(x):=\lim _{t\to 0^{+}}{\frac {\varphi (x+t)-\varphi (x)}{t}}.}
Mivel φ konvex, a jobb oldali hányados ahogy a t közelíti a 0-t jobbról, egyre csökken és alulról korlátos.
{\displaystyle {\frac {\varphi (x+t)-\varphi (x)}{t}}}
Ha t < 0, a határértéke mindig létezik.
Legyen:
{\displaystyle x_{0}:=\int _{\Omega }g\,d\mu ,}
{\displaystyle a:=\varphi ^{\prime }(x_{0}),}
{\displaystyle b:=\varphi (x_{0})-x_{0}\varphi ^{\prime }(x_{0}).}
Akkor minden x -re ax + b ≤ φ(x). Ha x > x0 , és t = x − x0 > 0. Akkor,
{\displaystyle \varphi ^{\prime }(x_{0})\leq {\frac {\varphi (x_{0}+t)-\varphi (x_{0})}{t}}.}
Tehát,
{\displaystyle \varphi ^{\prime }(x_{0})(x-x_{0})+\varphi (x_{0})\leq \varphi (x)}
ahogyan azt bizonyítani akartuk. x < x0 esetében hasonlóan bizonyíthatjuk. Ha ax + b = φ(x0).
φ(x 0 ) akkor átírhatjuk a képletet
{\displaystyle ax_{0}+b=a\left(\int _{\Omega }g\,d\mu \right)+b.} - alakúra.
De mivel μ(Ω) = 1, tehát minden valós k számra
{\displaystyle \int _{\Omega }k\,d\mu =k.}
Így:
{\displaystyle a\left(\int _{\Omega }g\,d\mu \right)+b=\int _{\Omega }(ag+b)\,d\mu \leq \int _{\Omega }\varphi \circ g\,d\mu .}

### 3. Bizonyítás (általános egyenlőtlenség egy valószínűség szerint)
Legyen X egy integrálható valószínűségi változó, az értéket egy valós T vektortérből veszi. Mivel {\displaystyle \scriptstyle \varphi :T\mapsto \mathbb {R} } konvex, minden {\displaystyle x,y\in T}-re
{\displaystyle {\frac {\varphi (x+\theta \,y)-\varphi (x)}{\theta }},}
ahogy θ megközelíti a 0+ -t, ez az érték csökken. φ deriváltja X szerint az Y irányába:
{\displaystyle (D\varphi )(x)\cdot y:=\lim _{\theta \downarrow 0}{\frac {\varphi (x+\theta \,y)-\varphi (x)}{\theta }}=\inf _{\theta \neq 0}{\frac {\varphi (x+\theta \,y)-\varphi (x)}{\theta }}.}
Látható, a differenciál lineáris y-ban van és mivel korábban beláttuk, hogy a jobb oldal infimuma kisebb mint az értéke a θ = 1 –nél.
{\displaystyle \varphi (x)\leq \varphi (x+y)-(D\varphi )(x)\cdot y.\,}
Egy tetszőleges sub-σ-algebrára {\displaystyle \scriptstyle {\mathfrak {G}}} az utolsó egyenlőtlenség szerint, ha {\displaystyle \scriptstyle x\,=\,\mathbb {E} \{X|{\mathfrak {G}}\},\,y=X-\mathbb {E} \{X|{\mathfrak {G}}\}} fennáll, akkor
{\displaystyle \varphi (\mathbb {E} \{X|{\mathfrak {G}}\})\leq \varphi (X)-(D\varphi )(\mathbb {E} \{X|{\mathfrak {G}}\})\cdot (X-\mathbb {E} \{X|{\mathfrak {G}}\}).}
Ebből következve megkapjuk az eredményt, mivel:
{\displaystyle \mathbb {E} \{\left[(D\varphi )(\mathbb {E} \{X|{\mathfrak {G}}\})\cdot (X-\mathbb {E} \{X|{\mathfrak {G}}\})\right]|{\mathfrak {G}}\}=(D\varphi )(\mathbb {E} \{X|{\mathfrak {G}}\})\cdot \mathbb {E} \{\left(X-\mathbb {E} \{X|{\mathfrak {G}}\}\right)|{\mathfrak {G}}\}=0,}

## Alkalmazások és speciális esetek

### Képlet, amely magában foglal egy valószínűség szerinti sűrűség függvényt
Tételezzük fel, hogy Ω egy valós sorozat mérhető alhalmaza és f(x) egy nem negatív függvény, melyre:
{\displaystyle \int _{-\infty }^{\infty }f(x)\,dx=1.}
Probabilisztikus nyelvben, f egy valószínűségi sűrűség-függvény.
Jensen egyenlőtlensége a következő állítássá válik:
Bármilyen g valós értékű függvény és φ konvex a g tartománya fölött, akkor
{\displaystyle \varphi \left(\int _{-\infty }^{\infty }g(x)f(x)\,dx\right)\leq \int _{-\infty }^{\infty }\varphi (g(x))f(x)\,dx.}
Ha g(x) = x, akkor az egyenlőtlenségnek ez a formája redukálódik egy általában használt speciális esetre:
{\displaystyle \varphi \left(\int _{-\infty }^{\infty }x\,f(x)\,dx\right)\leq \int _{-\infty }^{\infty }\varphi (x)\,f(x)\,dx.}

### Alternatív véges képlet
Ha Ω véges halmaz {\displaystyle \{x_{1},x_{2},\ldots ,x_{n}\}} , és ha μ egy megszámlálható mérték az Ω-án, akkor az általános alak redukálódik egy összegekről szóló állításra:
{\displaystyle \varphi \left(\sum _{i=1}^{n}g(x_{i})\lambda _{i}\right)\leq \sum _{i=1}^{n}\varphi (g(x_{i}))\lambda _{i},}
feltéve ha {\displaystyle \lambda _{1}+\lambda _{2}+\cdots +\lambda _{n}=1,\lambda _{i}\geq 0.}
Van egy képlet Ω –re is.

### Statisztikus fizika
Jensen egyenlőtlensége a statisztikai fizikában különös fontosságú akkor, amikor a konvex függvény exponenciális. Adva van:
{\displaystyle e^{\langle X\rangle }\leq \left\langle e^{X}\right\rangle ,}
ahol a zárójel a várható értékekre utal tekintettel néhány valószínűségi eloszlásra a véletlenszerű X változóban.
A bizonyítás ebben az esetben nagyon egyszerű (cf. Chandler, Sec. 5.5). A következő egyenlőtlenséget alkalmazva:
{\displaystyle \left\langle e^{X}\right\rangle =e^{\langle X\rangle }\left\langle e^{X-\langle X\rangle }\right\rangle }
Kapjuk a végső exponenciális egyenlőtlenséget:
{\displaystyle e^{X}\geq 1+X\,}

### Információelmélet
Ha p(x) x valószínűségi változó valódi eloszlás, és q(x) másik eloszlás, akkor Jensen egyenlőtlenségét alkalmazva Y(x) = q(x)/p(x)-re a véletlen változóra, a függvény legyen φ(y) = −log(y) így a Gibbs-egyenlőtlenséget kapjuk.
{\displaystyle \mathbb {E} \{\varphi (Y)\}\geq \varphi (\mathbb {E} \{Y\})}
{\displaystyle \Rightarrow \int p(x)\log {\frac {p(x)}{q(x)}}dx\geq -\log \int p(x){\frac {q(x)}{p(x)}}dx}
{\displaystyle \Rightarrow \int p(x)\log {\frac {p(x)}{q(x)}}dx\geq 0}
{\displaystyle \Rightarrow -\int p(x)\log q(x)\geq -\int p(x)\log p(x),}
Ez megmutatja, hogy az átlagos üzenethossz minimalizált, amikor kódokat jelölnek ki valódi valószínűségek alapján. Az a nemnegatív mennyiség, (q-nak távolsága p-től) a Kullback–Leibler-távolság.

### Rao–Blackwell-tétel
Ha L egy konvex függvény, akkor Jensen egyenlőtlenségéből, megkapjuk, hogy:
{\displaystyle L(\mathbb {E} \{\delta (X)\})\leq \mathbb {E} \{L(\delta (X))\}\quad \Rightarrow \quad \mathbb {E} \{L(\mathbb {E} \{\delta (X)\})\}\leq \mathbb {E} \{L(\delta (X))\}.}
Tehát ha δ(X) torzítatlan becslés θ paraméterre T(X) egy elégséges statisztika θ-ra, egy kisebb várt veszteség birtokában L, számolás útján elérhető. Megadható olyan L becslés, mely hatásosabb mint δ(X).
{\displaystyle \delta _{1}(X)=\mathbb {E} _{\theta }\{\delta (X')\,|\,T(X')=T(X)\},}
torzítatlan θ-ra, és X függvénye.
Ezt az eredményt a Rao–Blackwell-tételként ismerik.